# Циклогексиламин
Циклогексиламин (аминоциклогексан) — органическое соединение, бесцветная жидкость с горьким вкусом и резким запахом. Растворяется в воде, спирте и других органических растворителях. По степени воздействия на организм вещество относится ко II классу токсичности. Применяется в качестве инсектицида, в синтезе капролактама, ингибитор коррозии металлов.
В промышленности в качестве ингибиторов коррозии используют нитрит, хромат и карбонат дициклогексиламина.
ПДК – 1 мг/м³ (СССР, 1993).